# Río Escalante (Estados Unidos)
El río Escalante (en inglés: Escalante river) es un afluente del río Colorado que díscure íntegramente por el estado de Utah, Estados Unidos. Tiene una longitud de 140 km y drena una cuenca de 3900 km².

## Geografía
El río Escalante nace de la confluencia de los arroyos Norte y Birch, cerca del homónimo pueblo de Escalante, en el centro-sur de Utah, y de allí fluye en dirección sureste por aproximadamente 140 km antes de unirse al Colorado en la zona embalsada del lago Powell. Su cuenca comprende las altas laderas boscosas de la meseta Aquarius, la vertiente oriental de la meseta Kaiparowits y el alto desierto localizado al norte del lago Powell. Fue el último río de su tamaño en ser descubierto en los 48 estados contiguos de EE. UU. Su promedio de descarga es de aproximadamente 4 m³/s.
Gran parte del curso del río Escalante transcurre a través de sinuosas gargantas de arenisca. El río y los barrancos escarpados que desembocan en ella forman una importante sección del Monumento nacional de Grand Staircase-Escalante. La región es un destino popular para la práctica de senderismo y excursionismo.

### Uso recreativo
Durante la mayor parte del año, el río Escalante mantiene solo una pequeña corriente de agua, siendo fácilmente atravesable a pie o vadeando. Durante la escorrentía de primavera, sin embargo, el río puede convertirse en un torrente violento y fangoso, con un caudal de diez a cien veces mayor. En algunos años, el posible navegar en él en kayaks y canoas (las balsas son demasiado grandes), pero esto requiere un buen momento —en que el nivel del agua no este ni demasiado alta ni demasiado baja, ya que puede hacer viajes imposibles dejando varados a los navegantes— y la voluntad de hacer varios portages de las embarcaciones de bastante desnivel al final del viaje.

## Historia
El río fue cartografiado y nombrado por Almon Thompson, miembro de la expedición del río Colorado de 1872 liderada por John Wesley Powell. Recibe su nombre en honor a fray Silvestre Vélez de Escalante, un misionero franciscano y primer explorador europeo conocido de la región. En 1776, Escalante y su superior, fray Francisco Atanasio Domínguez salieron de Santa Fe, Nuevo México en un intento de lograr llegar a las misiones de California, a Monterey. Durante este viaje, comúnmente conocido como la expedición de Domínguez y Escalante, el grupo pasó por el Gran Cañón y fueron los primeros exploradores europeos en entrar en el hoy estado de Utah.

## Galería de imágenes

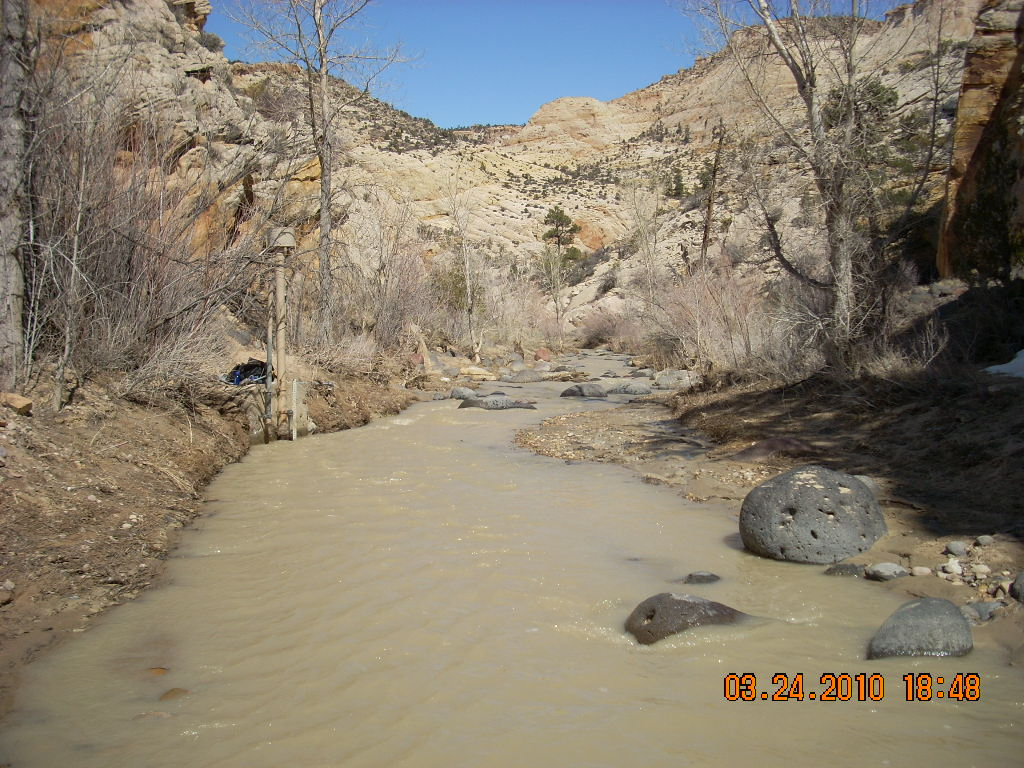
El río cerca de la localidad de Escalante (Utah)
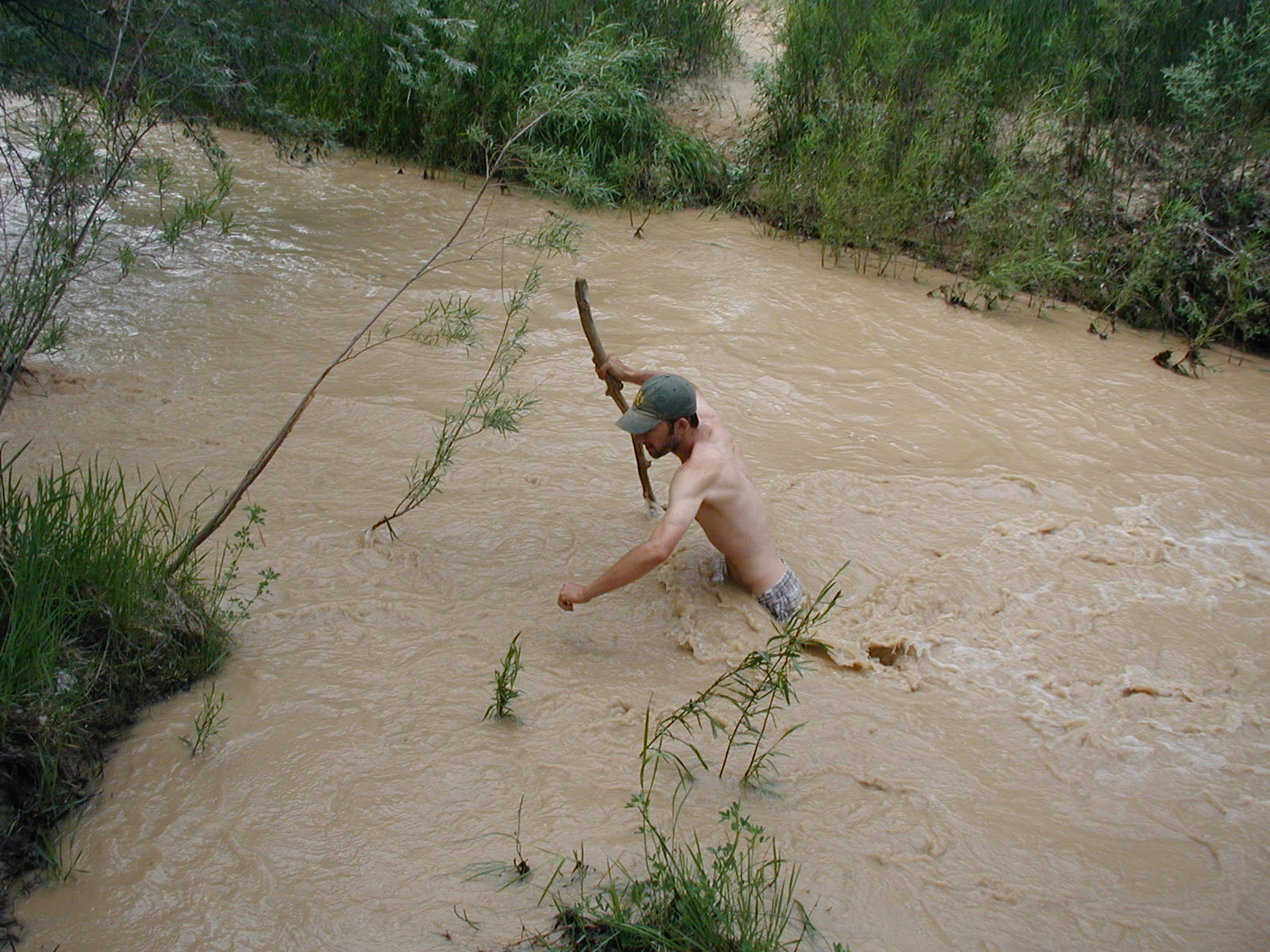
Caminante cruzando el Escalante durante las inundaciones de la primavera (2005)
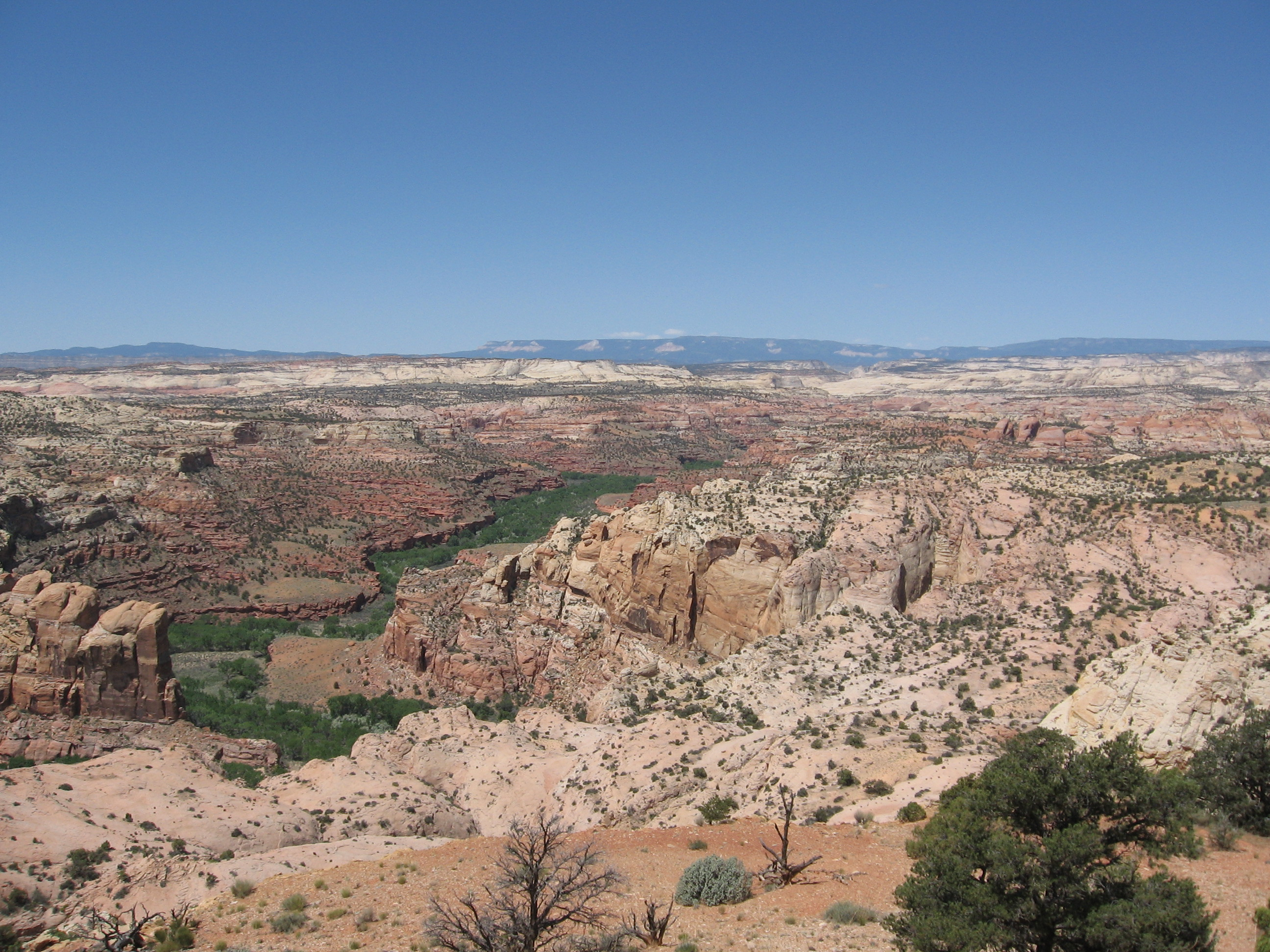
La gargante del Escalante Raguas arriba de la confluencia con el arroyo Boulder. La meseta Aquarius es visible al fondo.